# Wabero
Wabero è il nome di origine celtica, riconducibile al popolo dei Vertamocori, del paese italiano oggi noto come Vaprio d'Agogna, situato nella regione Piemonte, in provincia di Novara. 
Il nome originale del paese deriverebbe da un termine della lingua gallica che significherebbe all'incirca "avvallamento con rivo", a causa della posizione originaria del villaggio, sito in una zona collinare lungo il fiume Terdoppio.